# ジリファルコ
ジリファルコ（イタリア語: Girifalco）は、イタリア共和国カラブリア州カタンザーロ県にある、人口約5,800人の基礎自治体（コムーネ）。

## 地理

### 位置・広がり

#### 隣接コムーネ
隣接するコムーネは以下の通り。
- アマーロニ
- ボルジャ
- コルターレ
- サン・フローロ
- スクイッラーチェ
- ヴァッレフィオリータ